# Ny-Ålesund
Ny-Ålesund er en norsk bosættelse på Spitsbergen, Svalbard. Byen ligger på sydsiden af Kongsfjord. Stedet drives og ejes af Kings Bay AS. Der bor omtrent 30 personer.
78°55′N 11°56′Ø / 78.917°N 11.933°Ø